# Закон Тубона
Закон Тубона (фр. Loi Toubon; (повна офіційна назва: «Закон 94-665 від 4 серпня 1994 року стосовно використання французької мови») — закон, виданий французьким урядом для закріплення статусу французької мови як основної офіційної в документах уряду, на робочому місці, у вивісках та маркуванні товарів, комерційних контрактах, ділових комунікаціях і деяких інших контекстах. Дія закону не зачіпає мережеві та електронні засоби інформації, приватні та некомерційні структури. За порушення та невиконання закону призначаються покарання — штрафи різного розміру, передбачені Декретом 95-240 від 3 травня 1995 року щодо контролю за застосуванням закону, що стосується використання французької мови» (фр. Décret no 95-240 du 3 mars 1995 pris pour l'application de la loi no 94-665 du 4 août 1994 relative à l'emploi de la langue française).

## Передісторія
Національна асамблея Франції прийняла «Закон № 75-1349 від 31 грудня 1975 року стосовно використання французької мови», відомий як «Закон Ба-Лоріоля», за прізвищами його авторів: П'єра Ба та Марка Лоріоля), яким затвердила обов'язкове використання французької мови у публічному просторі, комерційній рекламі та забороняє використання будь-яких іншомовних термінів чи виразів.

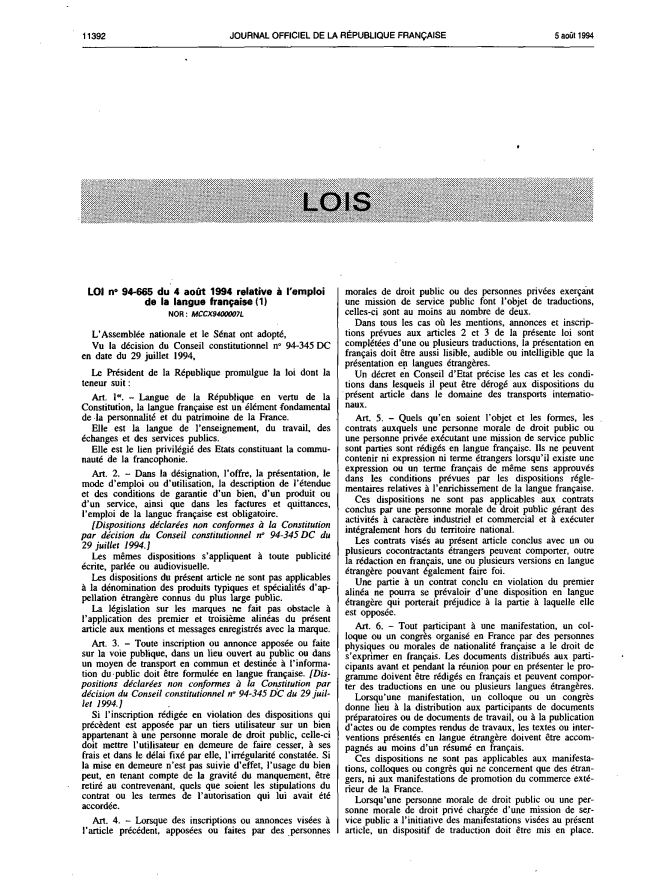
«Закон Тубона» у газеті «Journal officiel de la République française»

Французька мова до 1992 року не мала офіційного статусу, тільки «Конституційним законом № 92554 від 25 липня 1992 року» Національна асамблея Франції додала до І розділу «Про суверенітет» Статті 2 Конституції П'ятої Республіки пункт — «мовою Республіки є французька» (фр. La langue de la République est le français). Францію проголошено полікультурною країною, але з однією національною мовою. Мови етнічної меншості, мови великих груп емігрантів, загалом 25 ідіом, розглядаються як національне багатство (фр. patrimoine national). 
Поступовим збільшенням використання англійської мови в усіх сферах життя французького суспільства перейнялася французька інтелігенція і особливо Французька академія. Занепокоєння було викликано практичною необхідністю захистити мову від натиску суміші з французьких та англо-американських слів, яка дістала назву «франґле».
У липні 1992 року «Le Monde» публікує маніфест «За майбутнє французької мови», який підписали 300 відомих осіб Франції, із зверненням до Президента Франсуа Міттерана з вимогою відреагувати на неконтрольоване проникнення англійської мови у майже всі сфери.
Тому в 1994 році «Закон Ба-Лоріоля» був вдосконалений Жаком Тубоном, тодішнім міністром культури в уряді Едуара Баладюра під час президентства Франсуа Міттерана, та прийнятий Національною асамблеєю Франції.

## Положення закону
У «Законі 94-665 від 4 серпня 1994 року стосовно використання французької мови», у Статті 1 зазначено:

| Відповідно до Конституції, мова Республіки — французька мова — є основоположним елементом ідентичності та національної спадщини Франції. Французька мова є мовою викладання, трудових відносин, торгівлі та державної служби. Французька мова виступає особливим зв'язком держав, що утворюють спільноту Франкофонії. |
Вона є привілейованим засобом зв'язку між державами франкомовної спільноти. Використання французької мови обов'язкове під час опису поширення й умов гарантії майна, продукту або послуг, а також у рахунках і квитанціях. 
| Стаття 3. Будь-який напис чи оголошення, зроблені у громадських, публічних місцях або в громадському транспорті та призначені інформувати населення, повинні бути зроблені французькою мовою. |
Закон детально врегульовав різні сфери суспільного життя, зокрема сфера роботи, працевлаштування та діяльності підприємств. Так, умови й колективні угоди про роботу та угоди підприємства або установи повинні бути складені французькою мовою. Будь-яке положення, застосоване до найманого працівника, є нечинним, якщо воно складене іноземною мовою. Кодекс про працю зобов'язує укладати трудовий договір у письмовій формі французькою мовою. Якщо посада, що є об'єктом договору, може бути названа іноземним терміном, який не має відповідного аналога у французькій мові, тоді іноземний термін обов'язково має бути пояснений французькою. 
| Стаття 14. Використання товарного знаку, торгової марки або знаку підприємства з надання послуг, що складається з іноземного виразу чи терміну, заборонено для юридичних осіб публічного права у випадках, коли є французький вислів чи термін з тим же змістом, затверджений на умовах, передбачених постановами положеннями щодо запозичень у французькій мові. |
Так у 2003 році в офіційних документах було заборонено вживати слово «e-mail», а в 2011 році було заборонено вживати назви соціальних мереж «Facebook» або «Twitter». Через ці заборони французька мова почала створювати свої відповідники англомовним термінам.
Внутрішній розпорядок будь-якого підприємства, незалежно від форми власності, виду діяльності, складається французькою мовою. Такі ж положення стосуються будь-якої письмової, усної або аудіовізуальної реклами. Трансляція музичних творів регулюються правилами квот, згідно з яким встановлено який мінімальний відсоток пісень на радіо та телебаченні повинен бути французькою мовою.
Закон зобов'язує уряд щороку до 15 вересня подавати парламентові звіт про стан французької мови.
Слідкувати за дотриманням «Закону 94-665 від 4 серпня 1994 року стосовно використання французької мови» доручено:
- «Головній дирекції конкуренції, споживання та боротьби з шахрайством[fr]» (DGCCRF);
- «Вищій раді аудіовізуальних матеріалів[fr]» (CSA);
- «Бюро регулювання реклами»;
- Асоціаціям, що займаються захистом французької мови[7]. Деякі з них: «Майбутнє французької мови», «Оборона французької мови», «Право розуміти», «Асоціація комп'ютерників, які розмовляють французькою», тощо.

Прийняття «Закону 94-665 від 4 серпня 1994 року стосовно використання французької мови» свідчить про важливість мови для французів та їхнє занепокоєння її майбутнім.

## Критика
Депутати Національної асамблеї Франції, які не підтримали «закон Тубона», звернулися до Конституційної ради з проханням скасувати його. Рішення Конституційної ради від 29 липня 1994 року було анульовано два положення закону, де були положення про обов'язковість вживання офіційної термінології приватними особами. Суттєвого впливу на зміст «закону Тубона» відміна цих положень не мала.
Закон був негативно сприйнятий і часто перекручено інтерпретований у британській та американській пресі. Французька влада навіть завела справу про адміністративне правопорушення з боку одного з вузів США (Політехнічний університет Атланти), який, маючи філію у місті Мец з 200 студентами, не надавав інформацію французькою мовою. Справа була закрита, а сам Університет переклав інформацію на французьку та німецьку мови. Все ж, незважаючи на прийняття закону, він не поширюється на приватний сектор.
Закон Тубона критикують за його наслідки для мовних меншин Франції. Відповідно до закону, держава не фінансує викладання в школах на мовах, відмінних від французької. Тим самим істотно обмежується сфера функціонування таких мов, як бретонська та провансальська.
У закону є іронічне прізвисько «закон Оллгуда», loi Allgood («переклад» прізвища Toubon, осмисленого як tout + bon - «все + добре» - на англійську).
Щорічно у Франції проходить нагородження титулами «Англійський попихач» та «Англійський попихач міжнародного рівня» тих високопосадовців та відомих приватних власників, які публічно ігнорують французьку мову. Серед нагороджених титулом «Англійський попихач» були: Луї Швейцер (президент «Renault»), компанії «Діор» та інші. «Англійський попихач міжнародного рівня» першою отримала Ніколь Фонтен (президент «Європарламенту»).
Також відбувається бойкот тих французів, котрі публічно ігнорують французьку мову. 23 березня 2006 року Президент Франції Жак Ширак, а за ним міністр фінансів та голова МЗС Франції залишили залу, де відбувався саміт Євросоюзу, на знак протесту проти виступу представника європейської федерації підприємців «Unice», колишнього голови Національної ради французьких підприємців Ернеста-Антуана Сеєра англійською мовою.